# Déjà vu (película de 1997)
Déjà vu (1997) es una película norteamericana, del género romántico, dirigida por Henry Jaglom, protagonizada por Stephen Dillane, Victoria Foyt, Vanessa Redgrave, Glynis Barber, y Michael Brandon. La premier fue en The American Film Institute Festival el 25 de octubre de 1997 y fue estrenada en cines el 22 de abril de 1998. 

## Sinopsis
Dana (Foyt) una joven estadounidense, se ve involucrada en una historia de amor, enamorándose perdidamente de un desconocido mientras se encontraba de vacaciones en Jerusalén. Pero el afortunado estaba dolido por una examante americana y no estuvo preparado para reintentar una relación con Dana por lo tanto ambos se casaron con personas diferentes. Después de un viaje a París con su prometido, Dana tiene un encuentro casual con un hombre británico, Sean (Dillane) en los acantilados Blancos de Dover. Aunque ambos están en relaciones diferentes, rápidamente desarrollan sentimientos apasionados el uno por el otro que amenazan con destruir sus relaciones ya establecidas. Dana empieza a reflejar que Sean es su verdadero amor y siente como si su situación fuera igual a lo que le sucedió con el forastero en Jerusalén.